# Lucien Frank
Pour les articles homonymes, voir Frank.
Lucien Frank, né le 10 novembre 1857 à Bruxelles et mort le 20 janvier 1920 à Ohain, est un peintre impressionniste belge.

## Biographie
Lucien Frank naît à Bruxelles le 10 novembre 1857, et décède le 20 janvier 1920 dans la commune d’Ohain en Belgique. C’est un peintre impressionniste belge, ainsi qu’un pastelliste et aquarelliste. Son œuvre regroupe des paysages, des marines, des vues urbaines et de figures, ainsi que des natures mortes. Certaines informations indiquent qu’il a probablement étudié à Paris, et qu’il a donc reçu sa formation artistique en France. Il a été l’élève de Charles-François Daubigny, peintre français du XIXe siècle rattaché à l’école de Barbizon. Lucien Frank reçoit aussi les conseils d’Edouard Manet, grand peintre français du réalisme et surtout l’une des figures de l’impressionnisme, pour ses paysages impressionnistes du littoral belge, de la France et de Hollande ; paysages traités avec liberté dans des teintes lumineuses. L’artiste a travaillé à Bruxelles et à Paris où dès 1886, il expose des paysages et des vues de villes françaises et flamandes. Il séjourne à l’étranger par intervalles, mais s’attache particulièrement à Ohain. Quand la Première Guerre mondiale explose, Lucien Frank quitte la Belgique. Durant ses séjours en France et en Espagne au cours de cette période, son épouse décède. Finalement, il retourne en Belgique et en 1919 trouve une nouvelle demeure à Ohain avec son fils Paul. Il y meurt quelques mois après s'y être installé en 1920.
Lucien Frank vit à l’époque des changements de la révolution industrielle, ainsi que des changements politiques, et subit la Première Guerre mondiale. Cette époque marquée par la nouveauté et une proximité permise et facilitée entre les pays est idéale pour l’artiste qui voyage beaucoup et trouve ses inspirations dans ses différents séjours. Ainsi, adepte du plénairisme (peinture de genre à la limite du réalisme), il découvre bien vite le village d’Ohain aux charmes pittoresques. Il y travaille intensivement dans les années 1887-1890 en développant son propre style. Ce village restera un ancrage pour lui puisqu’il ne cessera d’y revenir et y séjournera lors de ses derniers jours. À partir de 1890, le peintre belge travaille beaucoup dans la région de Tervuren où il s’installe quelque temps. Également la côte belge et des sites aux Pays-Bas suscitent son intérêt, ainsi il peint En Hollande qui est le reflet de sa vision du paysage hollandais empreint de son style. Puis, l’animation des rues et des marchés des grandes villes a su attirer son attention, Lucien Frank les reproduit dans un style très personnel. Le tableau Marché sur la Grand Place de Bruxelles est une bonne illustration de cette période dans l’œuvre de l’artiste.
Certaines œuvres de Lucien Frank sont conservées et exposées aux Musées royaux de Belgique. Automne a été donné par l’artiste lui-même au musée en 1914, c’est également le cas de la peinture Quai des pêcheurs à Ostende, ainsi que d’autres œuvres.
Il fut d´ailleurs le premier peintre belge à exposer au Louvre à Paris et le roi Albert Ier de Belgique fut l'un de ses clients.
Après la mort de Lucien Frank, on n'a plus beaucoup parlé de ses tableaux, probablement parce qu'aucun d'entre eux n'a été mis en vente pendant longtemps. Ils ont traîné pendant des années dans son ancien atelier d'Ohain, qui après sa mort a fait office de restaurant sous le nom de La Closière.
Certains de ses tableaux ont été vendus aux enchères à Christie’s Amsterdam en 1998.

## Distinctions honorifiques
- Chevalier de l'Ordre de Léopold.

## Œuvres
- Le marché à Paris, technique mixte sur papier, 36 x 49 cm, no daté, signé "L. Frank"[1].